# Max Mosley

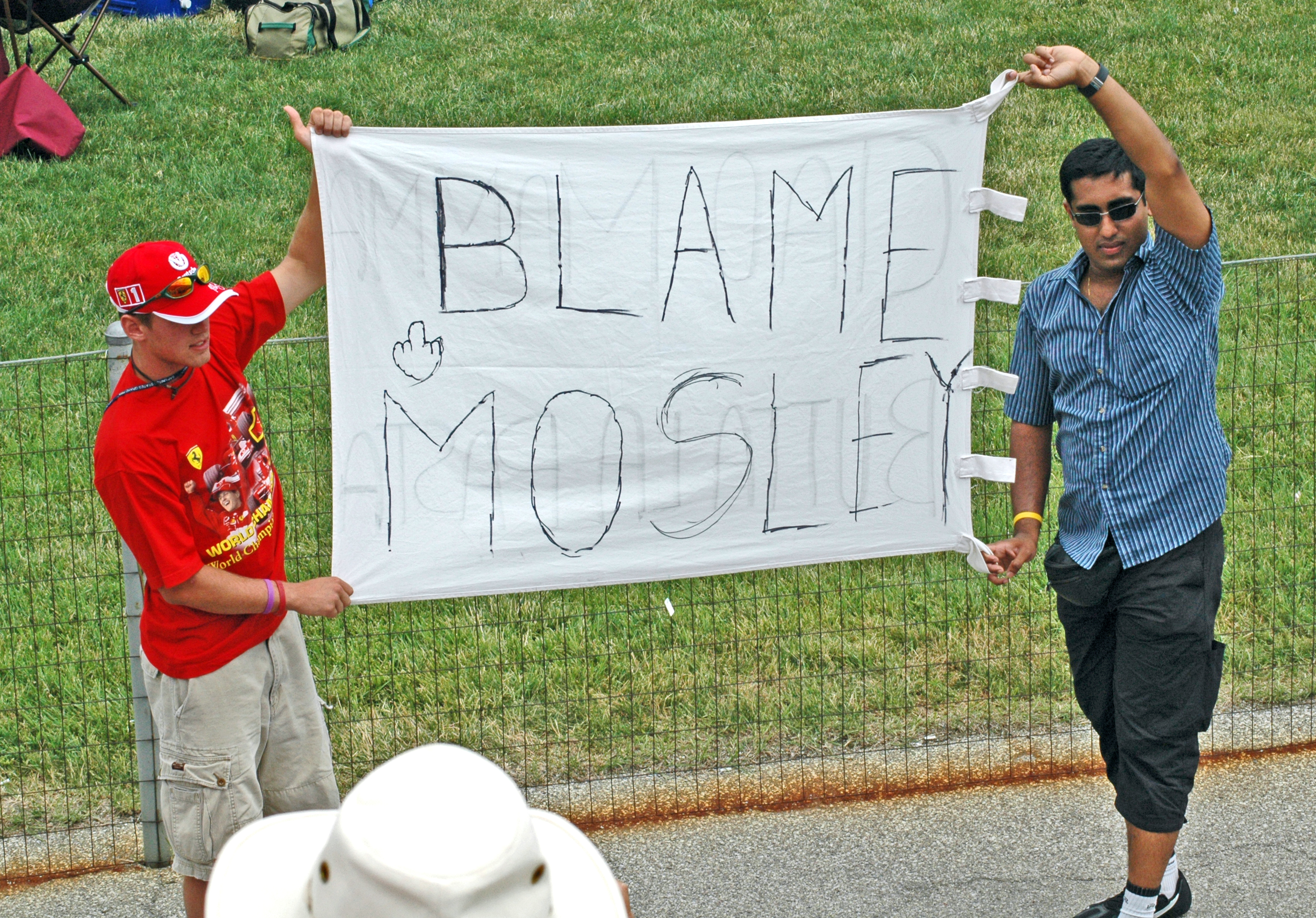
Protesty fanów Formuły 1 przeciwko Maxowi Mosleyowi podczas Grand Prix USA 2005

Max Rufus Mosley (ur. 13 kwietnia 1940 w Londynie, zm. 23 maja 2021) – brytyjski prawnik, w latach 1993–2009 prezes Fédération Internationale de l’Automobile.

## Życiorys
Drugi syn brytyjskiego polityka Oswalda Mosleya i Diany Mitford. Był studentem Gray's Inn w Londynie. W 1964 został prawnikiem. W 1966 roku związał się z Formułą 2. W 1969 założył przedsiębiorstwo March Engineering. Zaczął z nią odnosić sukcesy w Formule 1. Na początku lat 70. założył stowarzyszenie FOCA (Formula One Constructors Association) mające na celu obronę praw kierowców i zespołów Formuły 1. W 1977 został doradcą prawnym stowarzyszenia FOCA, a w 1991 – prezesem FISA (Międzynarodowej Federacji Sportu Samochodowego). Po rekonstrukcji tej organizacji w 1993 został prezesem FIA.
Wstrzymał porozumienie Concorde Agreement przywracając FIA prawo do dysponowania prawami do transmisji Formuły 1. W 1986 został prezesem producentów FISA. Brał udział w tworzeniu Simtek Research. Po wyborze na szefa FIA sprzedał swoje udziały w Simtek Research. Wybory na szefa FIA wygrywał 4-krotnie w latach 1993, 1997, 2001, 2005.

## Śmierć
Max Mosley zastrzelił się 23 maja 2021, gdy dowiedział się, że w związku z postępującą chorobą (chłoniakiem) zostało mu jedynie kilka tygodni życia.